# Pierre-Claude Drouin
Pour les articles homonymes, voir Drouin.
Pierre-Claude Drouin (né le 22 avril 1974 à Saint-Lambert, Québec au Canada) est un joueur canadien de hockey sur glace.

## Carrière de joueur
Après sa carrière universitaire avec le Big Red de l'Université Cornell, P.C. Drouin signe un contrat avec les Bruins de Boston de la Ligue nationale de hockey. Il commence par contre la saison avec le club-école de ces derniers, soit les Bruins de Providence dans la Ligue américaine de hockey. Il joue au total 3 parties avec les Bruins de la LNH, ce sont ses seules dans la ligue. La saison suivante, il joue majoritairement dans une ligue inférieure à la LAH, il s'aligne alors avec les Checkers de Charlotte (East Coast Hockey League).
Après une bonne saison avec Charlotte, il va jouer en Angleterre pour les Bracknell Bees de la défunte Ice Hockey Superleague. Il rejoint plus tard les rangs des Nottingham Panthers. Pour la saison 2002-03, il quitte l'Angleterre pour rejoindre les rangs des Augsburger Panther en Allemagne pour une saison. Il revient en Amérique du Nord après avoir passé une autre saison en Europe avec le Jokerit Helsinki et le JYP Jyväskylä en Finlande. Il joue donc pour les Komets de Fort Wayne de la United Hockey League lors des saisons 2004-05 et 2005-06.
En 2006-07, il s'aligne pour un club français faisant partie de la Ligue Magnus, soit les Pingouins de Morzine. Il est aligné avec Evan Cheverie et Dan Welch. L'équipe s'incline en finale de Ligue Magnus face aux Brûleurs de Loups de Grenoble. Après un bref retour avec les Nottingham Panthers en 2007-08, il revient jouer avec les Komets de Fort Wayne, qui font dorénavant partie de la nouvelle Ligue internationale de hockey et mène son équipe à la victoire de la Coupe Turner.

## Statistiques
| Saison     | Équipe                          | Ligue        |    | Saison régulière | Saison régulière | Saison régulière | Saison régulière | Saison régulière |   | Séries éliminatoires | Séries éliminatoires | Séries éliminatoires | Séries éliminatoires | Séries éliminatoires |
| Saison     | Équipe                          | Ligue        | PJ | B                | A                | Pts              | Pun              | PJ               | B | A                    | Pts                  | Pun                  |                      |                      |
| 1992-1993  | Big Red de l'Université Cornell | NCAA         | 23 | 3                | 6                | 9                | 30               | -                | - | -                    | -                    | -                    |                      |                      |
| 1993-1994  | Big Red de l'Université Cornell | NCAA         | 21 | 6                | 14               | 20               | 30               | -                | - | -                    | -                    | -                    |                      |                      |
| 1994-1995  | Big Red de l'Université Cornell | NCAA         | 26 | 4                | 15               | 19               | 48               | -                | - | -                    | -                    | -                    |                      |                      |
| 1995-1996  | Big Red de l'Université Cornell | NCAA         | 31 | 18               | 14               | 32               | 60               | -                | - | -                    | -                    | -                    |                      |                      |
| 1996-1997  | Bruins de Providence            | LAH          | 42 | 12               | 11               | 23               | 10               | -                | - | -                    | -                    | -                    |                      |                      |
| 1996-1997  | Bruins de Boston                | LNH          | 3  | 0                | 0                | 0                | 0                | -                | - | -                    | -                    | -                    |                      |                      |
| 1997-1998  | Checkers de Charlotte           | ECHL         | 62 | 21               | 46               | 67               | 57               | 7                | 2 | 4                    | 6                    | 4                    |                      |                      |
| 1997-1998  | Bruins de Providence            | LAH          | 7  | 0                | 2                | 2                | 4                | -                | - | -                    | -                    | -                    |                      |                      |
| 1998-1999  | Bracknell Bees                  | B + H Cup    | 10 | 6                | 6                | 12               | 14               | -                | - | -                    | -                    | -                    |                      |                      |
| 1998-1999  | Bracknell Bees                  | IHSL         | 42 | 12               | 21               | 33               | 12               | 7                | 4 | 1                    | 5                    | 0                    |                      |                      |
| 1999-2000  | Bracknell Bees                  | B + H Cup    | 10 | 2                | 6                | 8                | 12               | -                | - | -                    | -                    | -                    |                      |                      |
| 1999-2000  | Bracknell Bees                  | IHSL         | 40 | 15               | 29               | 44               | 46               | 6                | 2 | 3                    | 5                    | 10                   |                      |                      |
| 2000-2001  | Nottingham Panthers             | B + H Cup    | 10 | 6                | 3                | 9                | 22               | -                | - | -                    | -                    | -                    |                      |                      |
| 2000-2001  | Nottingham Panthers             | IHSL         | 48 | 20               | 34               | 54               | 64               | 6                | 3 | 2                    | 5                    | 18                   |                      |                      |
| 2001-2002  | Nottingham Panthers             | IHSL         | 48 | 18               | 34               | 52               | 78               | 6                | 2 | 4                    | 6                    | 4                    |                      |                      |
| 2002-2003  | Augsburger Panther              | DEL          | 52 | 12               | 25               | 37               | 96               | -                | - | -                    | -                    | -                    |                      |                      |
| 2003-2004  | JYP Jyväskylä                   | SM-Liiga     | 41 | 9                | 12               | 21               | 58               | -                | - | -                    | -                    | -                    |                      |                      |
| 2003-2004  | Jokerit Helsinki                | SM-Liiga     | 16 | 2                | 3                | 5                | 26               | 8                | 2 | 2                    | 4                    | 8                    |                      |                      |
| 2004-2005  | Komets de Fort Wayne            | UHL          | 78 | 24               | 50               | 74               | 87               | 18               | 8 | 11                   | 19                   | 26                   |                      |                      |
| 2005-2006  | Komets de Fort Wayne            | UHL          | 72 | 24               | 50               | 74               | 92               | 5                | 0 | 6                    | 6                    | 2                    |                      |                      |
| 2006-2007  | Pingouins de Morzine            | Ligue Magnus | 26 | 20               | 17               | 37               | 78               | 10               | 9 | 7                    | 16                   | 22                   |                      |                      |
| 2007-2008  | Nottingham Panthers             | EIHL         | 20 | 6                | 11               | 17               | 32               | -                | - | -                    | -                    | -                    |                      |                      |
| 2007-2008  | Komets de Fort Wayne            | LIH          | 62 | 23               | 51               | 74               | 53               | 13               | 3 | 4                    | 7                    | 8                    |                      |                      |
| 2008-2009  | Komets de Fort Wayne            | LIH          | 72 | 32               | 66               | 98               | 92               | -                | - | -                    | -                    | -                    |                      |                      |
| 2009-2010  | Komets de Fort Wayne            | LIH          | 76 | 26               | 56               | 82               | 58               | 12               | 5 | 13                   | 18                   | 16                   |                      |                      |
| 2010-2011  | Komets de Fort Wayne            | LIH          | 61 | 14               | 30               | 44               | 55               | 8                | 5 | 4                    | 9                    | 8                    |                      |                      |
| Totaux LNH | Totaux LNH                      | Totaux LNH   | 3  | 0                | 0                | 0                | 0                | -                | - | -                    | -                    | -                    |                      |                      |

## Trophées et honneurs personnels
Ligue internationale de hockey
- 2008 & 2009 : remporta la Coupe Turner avec les Komets de Fort Wayne

## Transactions en carrière
- 14 octobre 1996 : signe un contrat comme agent libre avec les Bruins de Boston.